# Болховское (Липецкая область)
Болховское — село в Задонском районе Липецкой области России. Административный центр Болховского сельсовета.

## Географическое положение
Село расположено на Среднерусской возвышенности, в южной части Липецкой области, в центральной части Задонского района, к западу от реки Дон. Расстояние (по автодороге) до районного центра (города Задонска) — 6 км. Абсолютная высота — 176 метров над уровнем моря. Ближайшие населённые пункты — деревня Колодезная, село Тюнино, деревня Малое Панарино, деревня Локтево. Через село Болховское проходит автотрасса федерального значения М4 «Дон».

## Население
| 2010 |
| ---- |
| 709  |

По данным Всероссийской переписи, в 2010 году численность населения села составляла 709 человек (315 мужчин и 394 женщины). Количество личных подсобных хозяйств — 280.

## Достопримечательности
В селе расположен православный храм во имя Параскевы Пятницы.

## Инфраструктура
В селе функционируют фельдшерско-акушерский пункт и культурно-досуговый центр (МБУК «Болховской центр культуры и досуга»). Действует храм в честь святой Параскевы Пятницы.

Уличная сеть села состоит из 6 улиц.